# 中田宏
中田 宏（なかだ ひろし、1964年〈昭和39年〉9月20日 - ）は、日本の政治家。自由民主党所属の元参議院議員（1期）、環境副大臣兼内閣府副大臣。
衆議院議員（4期）、神奈川県横浜市長（第28・29代）、総務省顧問（鳩山由紀夫内閣）、日本創新党代表幹事、大阪府大阪市特別顧問、次世代の党国会対策委員長を歴任した。シンクタンク「日本の構造研究所」元代表。一般社団法人空き家バンク推進機構理事。青山学院大学学長アドバイザー、青山学院大学大学院国際マネージメント研究科評議委員。

## 来歴

### 生い立ち
富山県生まれ横浜育ち。横浜市市ヶ尾幼稚園卒園後、横浜市立つつじが丘小学校入学。横浜市立青葉台小学校、茅ヶ崎市立松浪中学校、神奈川県立霧が丘高等学校に入学。高校時代は空手道に打ち込んでいた。卒業後は二浪して青山学院大学経済学部経済学科に入学。ゼミは経済政策。青山学院大学経済学部経済学科を1989年に卒業し、松下政経塾に入塾（第10期生）。

### 政治家として

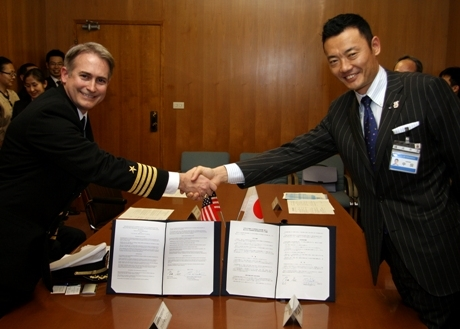
2009年4月10日、アメリカ合衆国海軍厚木航空施設司令官エリック・ガードナー（左）と

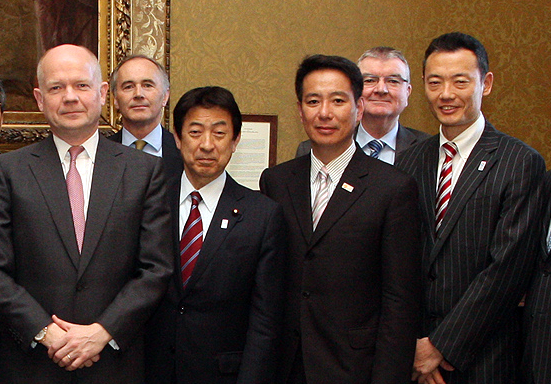
2013年5月2日、イギリス外務・英連邦大臣ウィリアム・ヘイグ（前列左から1人目）、衆議院議員塩崎恭久（前列左から2人目）、衆議院議員前原誠司（前列右から2人目）、日本駐箚英国特命全権大使ティモシー・ヒッチンズ（後列左）らとともに

松下政経塾を卒塾した1992年、日本新党の結党に参加。日本新党を結党した細川護熙や、元ニュースキャスターの小池百合子の初代秘書を務めた後、1993年の第40回衆議院議員総選挙に旧神奈川1区から日本新党公認で立候補し、同区でトップ当選した。翌1994年、日本新党解党により新進党結党に参加。1995年神奈川県議会議員選挙に自身の秘書の26歳の池田元英を川崎市宮前区から新進党新人として擁立し、法定得票を大幅に上回る16,274票を得たが次点となり、繰り上げ当選とはならなかった。
1996年、小選挙区比例代表並立制導入後初めて実施された第41回衆議院議員総選挙では（横浜・青葉区及び川崎・宮前区）神奈川8区から新進党公認で立候補し、再選。新進党解党後は無所属の会を結成。
2000年の第42回衆議院議員総選挙では、民主党の支援を受けて神奈川8区から立候補。自民党が擁立した江田憲司を破り、3選。翌2001年、森喜朗の辞任を受けて行われた首班指名選挙では、会派「民主党・無所属クラブ」の所属ながら、民主党代表の鳩山由紀夫ではなく、同じ神奈川県選出で自由民主党総裁の小泉純一郎に投票した。
2002年、横浜市長選挙に無所属で立候補。横浜市の破綻寸前であった財政の改革を訴え、現職の高秀秀信を破り初当選。
2006年の市長選挙で再選。開票にあたって、深夜まで及ぶ開票作業に従事する職員に支払う超過勤務手当など約3200万円の経費削減につながる翌日開票を実施。
2009年7月28日、2期目の任期途中で辞職を表明。辞職の理由について、第45回衆議院議員総選挙と同日に横浜市長選挙を行えば、オール与党・相乗り選挙とならないこと、レームダックを避けられること、選挙コストの削減に繋がること、などを挙げた。中田が推進した開国博Y150が結果的に失敗に終わったり（中田は横浜市長辞職の理由や開国博失敗について自身の責任を著書「政治家の殺し方」で改めて記している）、多数のスキャンダル（のちに中田が全面勝訴する「週刊現代」の記事）を報道される中であったため、「投げ出しだ」等の批判が相次いだ。盟友関係にあった神奈川県知事の松沢成文も中田を批判し、横浜市会が求めた開国博Y150失敗究明の中田の参考人招致に賛意を示した。中田は地方自治法第145条の規定に基づき、辞職の届け出から20日を経過した2009年8月17日午前零時をもって、横浜市長を退任した。なお、参考人招致は中田の予定を確認せずセットされスケジュールが合わなかったため見送られた。横浜市長退任後は母校である青山学院大学の学長アドバイザー・大学院国際マネジメント研究科評議委員の他、岡山理科大学で客員教授を務める。
2009年10月には総務省顧問に就任。また、山田宏ら地方自治体の首長及び首長経験者らが結成した政治団体「よい国つくろう!日本志民会議」の結成に参加し、同団体の政治委員会幹事長に就任した。2010年になり、同年7月に予定される第22回参議院議員通常選挙に向け、新党結成の動きが報道されるようになり、2010年4月18日に山田らとともに日本創新党を結成。中田は代表幹事に就任した。同年7月、第22回参議院議員通常選挙に日本創新党公認で比例区から立候補。日本創新党から立候補した比例区の全候補者中トップの122,978票を獲得したが落選。
また同年、フランス共和国レジオン・ドヌール勲章シュヴァリエを受章。
2012年1月5日、橋下徹の要請を受け、大阪市特別顧問に就任。同年9月、日本創新党の解党により、日本維新の会に合流。同年12月の第46回衆議院議員総選挙には、日本維新の会から比例北陸信越ブロック単独（名簿順位は1位）で立候補し、当選した。
2013年10月23日、日本維新の会の神奈川18区支部長に就任した。同党では国会議員団政調会長代理、国会議員団国対委員長代理などを務めた。
2014年の日本維新の会分党決定に際しては当初石原グループ、橋下グループどちらにもつかない第3の道を模索したが、断念して石原慎太郎らとともに次世代の党の結党に参加した。6月12日の暫定人事で国対委員長に内定。8月1日の結党大会で正式に就任した。
同年12月の第47回衆議院議員総選挙では、神奈川18区から立候補したが、山際大志郎（選挙当時、現職の経済産業副大臣）に3万票弱の差をつけられて敗れ、重複立候補した比例南関東ブロックでも復活はならなかった。2015年2月に次世代の党を離党。その後は中田宏事務所代表やシンクタンク「日本の構造研究所」代表を務めている。
2019年5月24日、自由民主党が第25回参議院議員通常選挙の比例区で中田を擁立することを内定した。同年7月20日に行われた参院選で自民党は比例代表に特定枠2人を含め計33人の候補者を擁立し、19議席を確保。中田は112,581票を獲得したが、得票数19位（特定枠を含むと21位）で落選した。
2022年4月、宮本周司参議院議員が参議院石川県選挙区補欠選挙（2022年4月7日告示、同月24日投開票）に立候補し、公職選挙法の規定により同議員が退職（自動失職）した事に伴い、同月14日の選挙会で中田の繰上補充による当選が決定し、翌15日付の官報での告示により当選が確定した。
2024年11月11日に発足した第2次石破内閣において、環境副大臣兼内閣府副大臣に就任した。
2025年7月20日に行われた第27回参議院議員通常選挙で、自民党は比例代表に特定枠2人を含め計31人の候補者を擁立し、12議席を確保。中田は79,307票を獲得し、得票数20位（特定枠を含むと22位）で落選した。

## 選挙歴
| 当落 | 選挙                     | 執行日         | 年齢 | 選挙区               | 政党         | 得票数     | 得票率 | 定数 | 得票順位 /候補者数 | 政党内比例順位 /政党当選者数 |
| ---- | ------------------------ | -------------- | ---- | -------------------- | ------------ | ---------- | ------ | ---- | ------------------ | ---------------------------- |
| 当   | 第40回衆議院議員総選挙   | 1993年07月18日 | 28   | 旧神奈川県第1区      | 日本新党     | 10万9070票 | 16.9%  | 4    | 1/11               | /                            |
| 当   | 第41回衆議院議員総選挙   | 1996年10月20日 | 32   | 神奈川県第8区        | 新進党       | 6万6313票  | 35.9%  | 1    | 1/6                | /                            |
| 当   | 第42回衆議院議員総選挙   | 2000年06月25日 | 35   | 神奈川県第8区        | 無所属の会   | 9万7402票  | 44.5%  | 1    | 1/6                | /                            |
| 当   | 2002年横浜市長選挙       | 2002年3月31日  | 37   | ――                   | 無所属       | 44万7998票 | 41.96% | 1    | 1/4                | /                            |
| 当   | 2006年横浜市長選挙       | 2006年3月26日  | 41   | ――                   | 無所属       | 83万4815票 | 83.68% | 1    | 1/3                | /                            |
| 落   | 第22回参議院議員通常選挙 | 2010年07月11日 | 45   | 参議院比例区         | 日本創新党   | 12万2978票 | 71.3%  | 48   | 1/6                | 1/0                          |
| 当   | 第46回衆議院議員総選挙   | 2012年12月16日 | 48   | 比例北陸信越ブロック | 日本維新の会 | －票       | －     | 11   | /                  | 1/3                          |
| 落   | 第47回衆議院議員総選挙   | 2014年12月14日 | 50   | 神奈川県第18区       | 次世代の党   | 5万9138票  | 27.2%  | 1    | 2/5                | /                            |
| 繰当 | 第25回参議院議員通常選挙 | 2019年07月21日 | 54   | 参議院比例区         | 自由民主党   | 11万2581票 | 2.3%   | 50   | 21/33              | 21/19                        |
| 落   | 第27回参議院議員通常選挙 | 2025年07月20日 | 60   | 参議院比例区         | 自由民主党   | 7万9307票  |        | 50   | 22/31              | 22/12                        |

繰上補充による当選
- 2022年04月14日 - 選挙会において繰上補充による当選決定[22]。
- 2022年04月15日 - 官報告示により繰上当選[23]。

## 裁判

### 週刊現代による名誉棄損事件
中田は市長在任中に週刊現代から多くのスキャンダル報道を掲載されたことから、2007年11月、特に悪質と見做した3つの記事について名誉毀損で東京地検に告訴した。2010年10月29日、東京地裁は講談社側に550万円の支払いと謝罪広告掲載を命じる判決を下した。さらに、週刊現代の一連の記事について「裏付け取材はほとんど行われておらず、ずさん」かつ「中田の政敵ともいえる相手の情報を鵜呑みにして記事にしたことが問題であった」と言及している。続く2011年12月21日の控訴審判決でも東京高裁は一審・東京地裁判決を支持し中田が勝訴した。また、2008年12月24日、中田と不倫関係があったなどと主張する元クラブ従業員の女性が、結婚が実行されずに精神的、肉体的苦痛を受けたなどとして横浜地方裁判所に提訴したが、裁判所も、2010年11月12日、「原告の主張は、具体性に乏しいうえ、十分な客観的裏付けがない」として女性の請求を棄却する判決を下した。
中田はスキャンダルが報道された背景を自身の著作物において、「市長として実行した改革が、既得権益や利権を奪われた人々の恨みを買い、その報復としてバッシング記事が仕掛けられたということだ。私のイメージダウンを図り、政治生命を絶とうとした」「政治家を殺すのに刃物はいらない。スキャンダルをでっちあげればいいというやり方である」と述べている。また、女性からの提訴については、スラップ（恫喝訴訟）であると述べている。

## 人物
趣味は空手、読書など。
家族に妻と娘2人がいる。
「すなわち」が口癖である。

## 政策・主張
- 中田は選択的夫婦別姓の導入など民法改正に関する請願を衆議院で2001年6月に共同提出した[33]。2015年12月、夫婦別姓を認めない民法の規定を合憲とする最高裁判決を歓迎した[34]。2019年の調査では、選択的夫婦別姓導入に「反対」としている[35]。
- 憲法9条の改正に賛成[36]。
- 集団的自衛権の行使に賛成[36]。
- 「道徳」を小中学校の授業で教える事に賛成[36]。
- カジノの解禁に賛成[36]。
- 原発は日本に必要としている[36]。
- 首相の靖国神社参拝を問題ないとしている[36]。
- 「村山談話」及び「河野談話」を見直すべきとしている[36]。
- 特定秘密保護法を必要としている[36]。
- 負担増が耐えられないため、年金の給付水準が下がるのはやむをえないとしている[36]。
- ヘイトスピーチを法律で規制することに賛成[36]。
- 日本の環太平洋戦略的経済連携協定（TPP）への参加に賛成しており[17]、TPP参加による関税の全面的な撤廃を主張している[17]。
- 日本の核武装について、今後の国際情勢によっては検討に賛成する考えを表明している[17]。

## 著書
- 単著
  - 「行革のレシピ ： 日本の料理法NZ風」読売新聞社、1997年11月、ISBN 4643970510
  - 「なせば成る ： 偏差値38からの挑戦」講談社、2003年11月、ISBN 4062121034
  - 「中田主義—僕の見方、考え方」講談社、2006年4月、ISBN 4062133962
  - 「政治家の殺し方」幻冬舎、2011年10月、ISBN 9784344020856
  - 「改革者の真贋」PHP研究所、2012年7月、ISBN 9784569805153
  - 「失敗の整理術」PHP研究所、2014年2月、ISBN 9784569816258
  - 「忙しい人のための 死ぬまで太らないカラダの作り方」アスコム、2018年4月、ISBN 4776209659
- 共著
  - 「国会の掟 ： 国会の常識は世間の非常識」田近伸和構成、プレジデント社、1995年9月、ISBN 4833415801
  - 「ニュージーランド行革物語 ： 国家を民営した国」山田宏、長浜博行著、PHP研究所、1996年10月、ISBN 4569553273
  - 「民の力が存分に発揮される都市へ」北海道大学大学院法学研究科附属高等法政教育研究センター編、北海道大学大学院法学研究科附属高等法政教育研究センター、2003年3月、ISBN 490206605X
  - 「勉強がキライな子どもたちへ勉強がキライだった大人たちへ ： キタハラナカダ・スクール」北原照久著、ネコ・パブリッシング、2005年6月、ISBN 477705084X
  - 「ナカダのナゼダ!?」海原純子著、小学館、2005年10月、ISBN 4093876061
  - 「日本の大問題30！」竹中平蔵著、アスコム、2011年10月、ISBN 9784776206927
  - 「結果を出すリーダーしか知らない20の方法」鍵山秀三郎著、遊タイム出版、2013年5月、ISBN 9784860103323

### 関連文献
- 「希望のシナリオ ： 次世代論客が語る「明日」への突破口」日本テレビNNN24、青山和弘編、PHP研究所、2003年3月、ISBN 4569626564
- 「オンリーワン都市・横浜」横浜市都市経営局編、有隣堂、2003年6月、ISBN 4896601785
- 「あすを植える : 地球にいのちの森を」宮脇昭、毎日新聞「あしたの森」取材班著、毎日新聞社、2004年9月、ISBN 4620317020
- 「くじらと散歩 ： 江戸東京湾 ： 東京湾から房総・三浦半島を訪ねて ： 豊穣の海」小松正之著、ごま書房、2004年7月、ISBN 4341130919
- 「未来企業へのメッセージ ： 社会・顧客と共生し価値を協創する」池上孝一著、日経BP企画、2005年11月、ISBN 486130119X
- 「横浜市改革エンジンフル稼働 ： 中田市政の戦略と発想」南学、上山信一編著、東洋経済新報社、2005年1月、ISBN 4492211489

## メディア出演
- テレビ

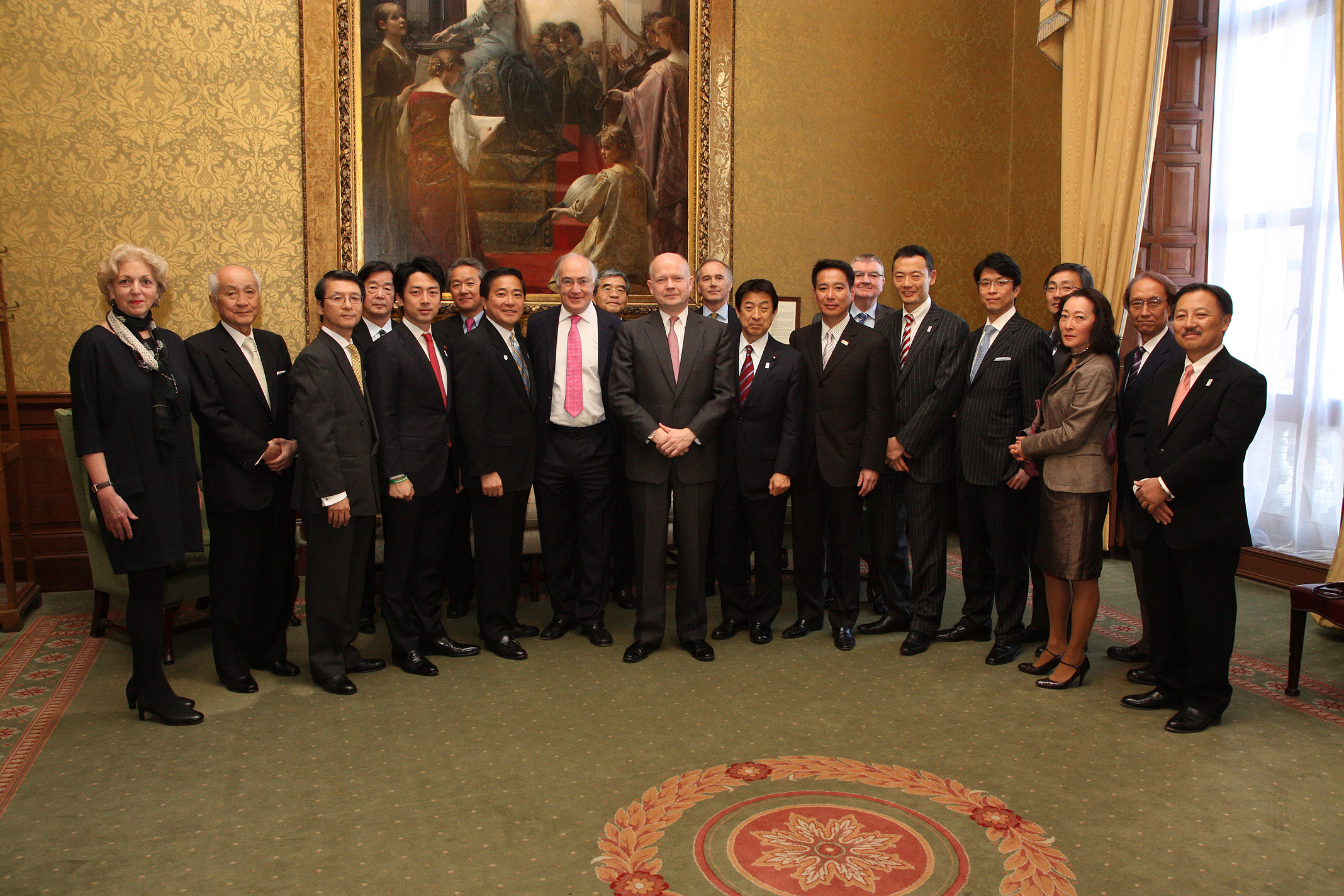
2013年5月2日、日英21世紀委員会第30回合同会議の参加者らと

  - Hi!横濱編集局（tvk）：編集長（ - 2009年8月）
  - ウェークアップ!ぷらす（読売テレビ制作・日本テレビ系）：不定期（ほぼ月1）でコメンテーターで出演
  - 探偵!ナイトスクープ（朝日放送ほか）：不定期で顧問として出演。同番組はtvkでも放送されている。
  - そこまで言って委員会NP（読売テレビほか）：不定期
  - 朝まで生テレビ!（テレビ朝日系）
  - ビートたけしのTVタックル（テレビ朝日系）
  - バイキング（フジテレビ系）：不定期
  - 情報7daysニュースキャスター（TBS系）
  - ももち浜Ｓ 特報ライブ（テレビ西日本）：週一回レギュラー
  - あさパラ!（読売テレビ）：不定期（月1)

- ラジオ
  - ヨコハマ・オンリーワン（RFラジオ日本）
  - MORNING STEP（FM Yokohama84.7）
  - 中田宏のDREAM RUNNER（ニッポン放送）
  - 上柳昌彦のお早うGoodDay!（ニッポン放送、元木曜日レギュラーコメンテーター）

- 映画
  - 大決戦!超ウルトラ8兄弟（松竹）：横浜市長本人として特別出演
  - 劇場版 ゲゲゲの鬼太郎 日本爆裂!! 関東・甲信越バージョン（東映）：横浜市長本人として特別出演（声優）。劇中では横浜赤レンガ倉庫前で横浜港開港150周年のPRを行っていた[37]。